# James Otteson
James Otteson es un filósofo estadounidense. Obtuvo su título en Arte por la Universidad de Notre Dame y la licenciatura en Filosofía por la Universidad de Chicago. Otteson es conocido principalmente por sus escritos sobre la ética de Adam Smith. 
Es titular de la Cátedra Thomas W. Smith en Ética Empresarial, profesor de Economía y director ejecutivo del Centro BB & T para el Estudio del Capitalismo y director ejecutivo del Instituto Eudaimonia en la Universidad de Wake Forest. También es investigador sénior en The Fund for American Studies en Washington D. C., profesor de investigación en el Centro para la Filosofía de la Libertad y en el Departamento de Filosofía de la Universidad de Arizona, visitante en el Ralston College,  Miembro investigador del Independent Institute de California y director de Ethics and Economics Education de Nueva Inglaterra. Ha enseñado anteriormente en la Yeshiva University, New York University, Georgetown University y University of Alabama.

## Biografía académica
Otteson obtuvo su Licenciatura en Artes del Programa de Estudios Liberales, el "Gran Programa de Libros" en la Universidad de Notre Dame. Su ensayo principal, "The Therapeutic Philosophy of Ludwig Wittgenstein", ganó el Premio Otto A. Bird de PLS al mejor ensayo senior en 1990. Pasó su segundo año en el extranjero, estudiando en la Universidad de Innsbruck, en Innsbruck, Austria.
Después de completar su licenciatura, Otteson asistió a la Universidad de Wisconsin-Milwaukee, obteniendo una maestría en filosofía en 1992. Su artículo "Un problema en la filosofía del lenguaje de Wittgeinstein" ganó el Premio conmemorativo Richard M. Peltz en 1991 de excelencia en filosofía. Su tesis de maestría, "Argumentos de Locke para la existencia de la ley natural", fue dirigida por William Wainwright.
Otteson se unió después al departamento de filosofía en la Universidad de Chicago, recibiendo un doctorado en 1997. Su disertación, "El orden involuntario de la moralidad: Adam Smith y David Hume sobre los orígenes de la moralidad", fue dirigida por Daniel Garber (ahora en la Universidad de Princeton), con los lectores Ted Cohen e Ian Mueller. Knud Haakonssen (entonces en la Universidad de Boston, ahora en la Universidad de St. Andrews y el University College de Londres) fue un lector externo.
Al graduarse de Chicago, Otteson tomó una posición en el departamento de filosofía de la Universidad de Alabama, donde comenzó como profesor asistente y se convirtió en profesor asociado, profesor titular y jefe de departamento. En 2007, aceptó un puesto como profesor adjunto de filosofía y economía, y director del programa de honores en la Yeshiva University. Se trasladó a la Wake Forest University en 2013.
Ocupó cargos de visitante en el Centro de Política y Filosofía Social, luego ubicado en Bowling Green State University; en el Centro para el Estudio de Filosofía Escocesa, ubicado en la Universidad de Aberdeen; en el Instituto de Estudios Avanzados en Humanidades de la Universidad de Edimburgo; en los departamentos de economía y filosofía en la Universidad de Misuri-St. Louis; y en el departamento gubernamental de la Universidad de Georgetown. También ha enseñado en el departamento de economía en la Universidad de Nueva York.
Otteson da numerosas conferencias sobre Adam Smith, el liberalismo clásico, la economía política, la ética empresarial y temas relacionados, incluida la Fundación para la Educación Económica, el Instituto de Estudios Humanos, la Fundación de Investigación Económica Atlas, el Fondo para Estudios Americanos, la Sociedad Adam Smith, el Instituto Acton y el Fondo Tikvah. Ha dictado conferencias en muchos países, incluidos Canadá, Chile, China, Alemania, Guatemala, Hong Kong y Escocia.

## Aportaciones
Otteson primero se hizo conocido por sus escritos sobre la ética de Adam Smith. En su libro, Mercado de la vida de Adam Smith (Cambridge University Press, 2002), argumentó que la filosofía moral de Smith propuso un "modelo de mercado" para la creación, el desarrollo y el mantenimiento de órdenes sociales humanos a gran escala, incluida la moralidad. También argumenta que este "modelo de mercado" unifica los dos libros de Smith, su Teoría de los sentimientos morales de 1759 y su Investigación de 1776 sobre la Naturaleza y Causas de la Riqueza de las Naciones, proporcionando así una resolución al antiguo "Problema de Adam Smith".
En 2005, Otteson ganó un premio del Fondo para el estudio del orden espontáneo, patrocinado por la Atlas Economic Research Foundation. Este premio es para académicos que trabajan fuera de las áreas tradicionales de la economía cuyo trabajo se basa en la perspectiva económica de Austria.
El libro de Otteson Actual Ethics (Cambridge University Press, 2006) fue nombrado ganador del primer premio del Templeton Enterprise Award 2007, un premio patrocinado por la Templeton Foundation y administrado por el Intercollegiate Studies Institute. El galardón se otorga a "lo mejor que se ha escrito ... para promover la causa de la libertad ordenada en todo el mundo" por un autor menor de cuarenta años, y conlleva un premio en efectivo de 50.000 $, más de lo que acompaña a un Premio Pulitzer o Premio Nacional del Libro.
La ética actual defiende un orden político liberal clásico, basado en una fusión de temas morales kantianos y aristotélicos. Después de desarrollar y defender la base moral del asunto, continúa mostrando cómo un estado liberal clásico abordaría varios asuntos morales y políticos, incluyendo riqueza y pobreza, acción afirmativa, matrimonio entre personas del mismo sexo y adopción, códigos de discurso, educación pública y el tratamiento de los animales. También desarrolla una concepción eudaimonista de la felicidad humana, basándose en temas ampliamente aristotélicos.
Sus libros más recientes son la colección editada What Adam Smith Knew y el libro The End of Socialism, que fue publicado por Cambridge University Press en 2014. En su reseña de El fin del socialismo, Bradley Birzer llamó al libro "uno de los mejores libros" escrito sobre el pensamiento político y la filosofía del liberalismo clásico desde The Constitution of Liberty de Friedrich Hayek. James Bruce afirma que la "crítica moral del socialismo" del libro es "tan importante y tan poderosa". Y Loren Lomasky escribe: "El fin del socialismo es erudito, muy bien informado, y un 800 por ciento más masivo que el precursor [es decir, ¿Por qué no socialismo? de GA Cohen] al que supera con creces en poder argumentativo.

## Otros trabajos
En 2010-'12, Otteson apareció varias veces en el programa de televisión de Fox Nationwide News, de Andrew Napolitano, "Freedom Watch". También ha aparecido en varios vídeos cortos para Learn Liberty.
Otteson fue uno de los principales blogueros en Pileus, y es miembro de la Sociedad Mont Pelerin.
En noviembre de 2013, Otteson pronunció la Conferencia Inaugural Liggio, una serie anual de conferencias en honor a Leonard Liggio.
En 2014-'15, Otteson fue columnista bimestral del Triad Business Journal.
Otteson es editor asociado de The Independent Review y editor principal de Political Economy of the Carolinas.

## Publicaciones

### Libros
- Adam Smith's Marketplace of Life. New York: Cambridge University Press, 2002.
- The Levellers: Overton, Walwyn, and Lilburne, 5 vols. (ed.). Bristol: Thoemmes Press, 2003.
- Adam Smith: Selected Philosophical Writings (ed.). Exeter: Imprint Academic, 2004.
- Actual Ethics. New York: Cambridge University Press, 2006.
- Adam Smith. London: Bloomsbury, 2013.
- The End of Socialism. New York: Cambridge University Press, 2014.
- What Adam Smith Knew (ed.). New York: Encounter, 2014.

### Artículos seleccionados y ensayos
- "The Recurring ‘Adam Smith Problem.’" History of Philosophy Quarterly 17, 1 (enero de 2000): 51–74.
- "Freedom of Religion and Public Schooling." The Independent Review 4, 4 (Spring 2000): 601–13.
- "Limits on Our Obligation to Give." Public Affairs Quarterly 14, 3 (July 2000): 183–203.
- "Adam Smith's First Market: The Development of Language." History of Philosophy Quarterly 19, 1 (enero de 2002): 65–86.
- "Adam Smith's Marketplace of Morals." Archiv für Geschichte der Philosophie 84, 2 (septiembre de 2002): 190–211.
- "Private Judgment, Individual Liberty, and the Role of the State." Journal of Social Philosophy 33, 3 (otoño 2002): 491–511.
- "Shaftesbury's Evolutionary Morality and Its Influence on Adam Smith." Adam Smith Review 4 (2008): 106–31.
- "Kantian Individualism and Political Libertarianism." The Independent Review 13, 3 (invierno 2009): 389–409.
- "Adam Smith and the Great Mind Fallacy." Social Philosophy and Policy 27, 1 (invierno 2010): 276–304.
- "The Inhuman Alienation of Capitalism." Society 49, 2 (2012): 139–43.
- "An Audacious Promise: The Moral Case for Capitalism." The Manhattan Institute's Issues 2012, no. 12.
- "Adam Smith on Justice, Social Justice, and Ultimate Justice." Social Philosophy and Policy 34, 1 (2016): 123-43.
- "The Misuse of Egalitarianism in Society." The Independent Review 22, 1 (verano 2017): 37-47.

### Capítulos seleccionados
- "Unintended-Order Explanations in Adam Smith and the Scottish Enlightenment." In Liberalism, Conservatism, and Hayek's Idea of Spontaneous Order, eds. Louis Hunt and Peter McNamara. New York: Palgrave Macmillan, 2007.
- "Editor's Introduction." Journal of Scottish Philosophy 7, 1 (March 2009), a special edition of JSP on "The Scottish Enlightenment and Social Thought" editó Otteson.
- "The Scottish Enlightenment and the Tragedy of Human Happiness." In On Happiness, ed. Kelly James Clark. Beijing, China: The World Knowledge Press, 2010.
- "How High Does the Impartial Spectator Go?" In Adam Smith as Theologian, ed. Paul Oslington. New York: Routledge, 2011.
- "Adam Smith." In the Oxford Handbook of the History of Ethics, ed. Roger Crisp. New York: Oxford University Press, 2013.
- "Adam Smith on Virtue, Prosperity, and Justice," in Economics and the Virtues: Building a New Moral Foundation, Jennifer A. Baker and Mark D. White, eds. (New York: Oxford University Press, 2016): 72-93.
- "Adam Smith and the Right," in Adam Smith: His Life, Thought, and Legacy, Ryan Patrick Hanley, ed. (Princeton: Princeton University Press, 2016): 494-511.
- "Adam Smith's Libertarian Paternalism." In the Oxford Handbook of Freedom, eds. David Schmidtz and Carmen Pavel. New York: Oxford University Press, publicado en línea en 2016.

### Crítica de libros
- Charles Griswold's Adam Smith and the Virtues of Enlightenment. Philosophy and Phenomenological Research 61, 3 (noviembre de 2000): 714-18.
- Samuel Fleischacker's A Third Concept of Liberty. The Review of Metaphysics 52, 2 (December 2000): 426-8.
- J.C. Lester's Escape from Leviathan. The Independent Review 6, 1 (verano 2001): 129-32.
- Gordon Graham's The Case Against the Democratic State. The Independent Review 9, 1 (verano 2004).
- Leonidas Montes's Adam Smith in Context. Journal of Scottish Philosophy 3, 1 (March 2005): 98-102.
- Samuel Fleischacker's On Adam Smith's Wealth of Nations: A Philosophical Companion. Mind 116 (enero de 2007): 161-5.
- Deirdre McCloskey's The Bourgeois Virtues. Azure 31 (invierno 5768/2008): 120-4.
- D. D. Raphael's The Impartial Spectator. Journal of the History of Philosophy 46, 2 (abril de 2008): 325-7.
- Craig Smith's Adam Smith's Political Philosophy. The Adam Smith Review 4 (2008).
- Garrett Cullity's The Moral Demands of Affluence. Journal of Value Inquiry (6 de noviembre de 2010).
- G. A. Cohen's Why Not Socialism? The Independent Review 15, 3 (invierno 2011): 466-70.
- Alexander Broadie's History of Scottish Philosophy. Journal of Scottish Philosophy 9, 2 (septiembre de 2011): 244-9.
- David Rose's The Moral Foundation of Economics. The Independent Review 17, 2 (otoño 2012): 297-300.